# Tsacasiella neavei
Tsacasiella neavei là một loài ruồi trong họ Asilidae. Tsacasiella neavei được Ricardo miêu tả năm 1919.